# Guillaume Minoret
Œuvres principales
Motets, Messe
Guillaume Minoret, né à Paris en avril 1650 -  mort à Versailles en décembre 1720, est un compositeur et maître de chapelle français.

## Éléments biographiques
Il a peut-être été formé à la maîtrise de Notre-Dame de Paris, sous la direction du compositeur Pierre Robert. Il devint ensuite, vers l'âge de 20 ans, maître de musique (maître de chapelle) de la cathédrale de Rodez, puis de Saint-Sernin de Toulouse, à la suite du compositeur Étienne Moulinié.
On retrouve sa trace à partir du 26 avril 1679, date où il est reçu maître de musique de la cathédrale Sainte-Croix d'Orléans. Il resta peu de temps et partit vers le début du mois de septembre. Son successeur, Pierre Tabart sera installé le 9 novembre de la même année.
La musique de cette cathédrale de province était de qualité. Dix ans plus tôt, le 14 septembre 1669, pour l'anniversaire de la dédicace de l'église, Claude Perrault (frère du conteur), notait, dans sa Relation du Voyage de Paris à Bordeaux : « A Sainte-Croix [...] nous entendîmes la musique qui est fort bonne et qui, ce jour, ne cédait guère à celle de Notre-Dame de Paris ». Le maître était alors Philippe Martinot. Devenu trop âgé en 1679, il fut déchargé le 14 janvier, ce qui permit à Minoret de prendre la succession.
On peut signaler par ailleurs, qu'au XVIIe siècle, l'édifice connaissait encore d'importants travaux, à la suite de sa destruction presque totale pendant les guerres de religion (24 mars 1568). L'abside et le chœur, qui subsistaient en grande partie, avaient pu être assez rapidement réutilisés. La lente reconstruction commença avec le roi Henri IV (18 avril 1601). En 1679, grâce aux libéralités de Louis XIV, on inaugura les transepts (à l'extérieur desquels on décida de faire figurer l'effigie royale). Des offices « en musique » furent sans doute célébrés à cette occasion.
Dès le 5 septembre, Minoret, qui avait quitté Orléans, exerçait à l'église Saint-Germain-l'Auxerrois de Paris, face au Louvre. En avril 1683, il se présenta au concours de Versailles organisé par le roi Louis XIV en vue de recruter quatre "sous-maîtres" pour la chapelle royale de Versailles (le maître était un ecclésiastique sans fonction musicale). C'est précisément l'appui de ce dernier, Charles-Maurice Le Tellier (par ailleurs archevêque de Reims), qui lui fit obtenir un des "quartiers" (les trois autres maîtres retenus furent Michel-Richard Delalande, Pascal Colasse et Nicolas Goupillet). Minoret entra en fonction le 1er juillet suivant. Parce qu'il était prêtre, on put lui confier (avec Nicolas Goupillet), l'éducation des pages de la chapelle (c'est-à-dire des jeunes garçons chantant les parties aiguës dans le chœur, composé de chanteurs hommes, tous professionnels, qui assuraient les autres parties vocales). Il commença par réorganiser cette chapelle musicale (été 1683). Il en assurera le service jusqu'en 1714 (et cessera donc d'exercer peu avant la mort du roi, survenue le 1er septembre 1715).
Minoret est de la génération de Marc-Antoine Charpentier, mais, contrairement à ce dernier, on n'a conservé qu'une petite partie de son œuvre (la musique de Charpentier, restée elle aussi manuscrite, pour la plupart, l'a été grâce à lui-même - personnage très ordonné et méticuleux - et grâce à ses héritiers qui l'ont vendue, après sa mort, à la Bibliothèque royale : Minoret n'a pas eu cette chance).

## Œuvres conservées
- Six grands motets à double chœur, dont trois sur les psaumes : 12 (Usquequo Domine), 25 (Ad te Domine levavi), 94 (Venite exultemus), les trois autres sur  Currite populi, Deus docuisti me (Ps. 70 : In te Domine speravi), et le Prope es du Ps. 118 (Paris, BnF. Copie par André Danican Philidor, bibliothécaire du roi, datée de 1697) ;
- Un petit motet (ou peut-être deux) : tout d'abord un Sancti Spiritus pour deux voix et basse continue (Lyon, Bibliothèque municipale) est à coup sûr de lui ; le second motet, O bone Jesu, conservé dans le même manuscrit, pour la même formation et de même style que le précédent, peut lui être attribué (attribution par Yuriko Baba) ;
- Une Messe pour le temps de Noël (Missa pro tempore Nativitatis, à double chœur, sur des thèmes de Noël), à laquelle Sébastien de Brossard ajoutera deux voix, en 1694 (Paris. BnF. Coll. S. de Brossard) ;
- Un Domine salvum fac regem (Dieu sauve le roi), à double chœur, qui termine cette messe.

Toutes ces partitions sont conservées en manuscrit. Trois d'entre elles (le Ps. 94, le Currite populi et le Prope es tu) ont pour l'instant été publiées par la musicologue japonaise Yuriko Baba, dans la collection : Edition critique - Anthologies, du Centre de musique baroque de Versailles (CMBV). Cf. Yuriko Baba, Guillaume Minoret. Œuvres complètes. Les Motets, vol. 1, CVIII-193 p., 2008 (CMBV-051).
Pour le musicologue Jean Duron, ces motets nous donnent « une bonne idée du style de ce compositeur, utilisant une écriture élégante et une thématique fine et néanmoins toujours simple ». Dans son Parnasse français, un auteur du XVIIIe siècle, Evrard Titon du Tillet « se montre très élogieux sur Minoret et notamment sur sa manière d'écrire pour les instruments soutenant les voix » (cf. Bibliographie : Jean Duron).

## Discographie
A la venue de Noël / Messe sur des Noëls / Guillaume Minoret. Editions musicales Studio SM, Paris, 2005.